# Kis Gyula (triatlonversenyző)
Kis Gyula (Budapest, 1979. november 8. –) magyar triatlonversenyző. A Kis Tri Balatonman Team Sportegyesület alapítója, elnöke 

## Pályafutása
Gyerekkora óta sportol, 12 éves kora óta foglalkozik a triatlonnal. Junior majd U-23 válogatott volt, a 23 év alattiak világbajnokságán 2002-ben érte el a lagjobb utánpótlás korú eredményét. (14. hely). 2005-2008-ig tagja az olasz Bianchi Keyline csapatnak.
2008-ig inkább a sprint és olimpiai távokon versenyez, majd váltott a fél-, és teljestávú triatlon versenyek irányában. Fél-ironman távon háromszor is el tudta hódítani a magyar bajnoki címet. Hosszútávon pedig kétszer ezüst és egyszer bronzérmet szerzett a magyar bajnokságon.
2008-2015-ig az ELTE-BEAC Polythlon Triatlon Klub vezetőedzőjeként irányította a triatlon csapatot, egyetemi sport-szervezéssel  foglalkozott.  Egyre több sportoló felkészítését irányította.
2012-ben kijutott a sportág mekkáját jelentő Hawaii Ironman világbajnokságra. Ahol nagyszerű versenyzéssel a  88. helyen ért célba.  
2015-ben létrehozta a saját egyesületét a KisTri Balatonman Team Sportegyesületet. A vezetőedzői pozíciót  klubvezető státuszra cserélte, ami nagy feladattal jár. Helyt kell állnia 60-70 sportoló irányításában, felkészítésében, valamint a saját sportolására időt szakítani. Az egyesület filozófiájának lényege:
A Szív
"A szívünk, mely központja mindennek. A hitünké, az erőnké, és a gyengédségünké.
Az élet lüktető ...forrása, a kitartás szimbóluma, a sport szeretete.
Ez a hármasság, mely ismétlődik a triatlonban is.
A világ legszebb sportja, melyhez szintén három dologra van szükség:
Célra, ami értelmet ad mindennek.
Hitre, mely elszánttá tesz.
Kitartásra, hogy semmi se tudjon letéríteni az utunkról!
Ez a kihívás élteti és ad újabb lökést a  sportban, amit  két évtized után is ugyanolyan örömmel űz a mai napig. "

## Főbb eredményei
- Junior Európa kupa 9. (1999)
- Junior világbajnokság 30. (1999)
- U-23 világbajnokság 14. (2002)
- Középtávú magyar bajnokság 2. (2003)
- Olasz csapatbajnokság 1. (2006)
- fél-ironman magyar bajnokság 3. (2008)
- hosszútávú magyar bajnokság 3. (2008)
- 70.3 Ironman világbajnokság 56. PRO (2009)
- hosszútávú magyar bajnokság 2. (2009)
- fél-ironman magyar bajnokság 1. (2010)
- ITU korosztályos világbajnokság 30-34 kategória 3. (2010)
- hosszútávú magyar bajnokság 2. (2011)
- Challenge Barcelona ironman távú verseny 10. (2011)
- fél-ironman magyar bajnokság 1. (2012)
- Ironman Regensburg 8. (30-34. 1.)(2012)
- Ironman világbajnokság Hawaii 88. (30-34. 18.)(2012)
- fél-ironman magyar bajnokság 1. (2013)
- Ironman 70.3 Budapest 12. PRO (2014)
- fél-ironman magyar bajnokság 2. (2015)
- Ironman 70.3 Budapest 11. PRO (2015)